# Premis i nominacions d'Avatar: El sentit de l'aigua
Aquesta llista agrupa els premis als quals ha optat i que ha rebut el film del 2022 Avatar: El sentit de l'aigua, dirigit per James Cameron.
| Any de premiació | Premi                                                                     | Categoria                                                                             | Receptor(s) | Resultat  | Ref.          |
| ---------------- | ------------------------------------------------------------------------- | ------------------------------------------------------------------------------------- | --- | --------- | ------------- |
| 2023             | Premis AACTA                                                              | Millor pel·lícula                                                                     | Avatar: El sentit de l'aigua | Guanyador | [ 1 ] [ 2 ]   |
| 2023             | Premis AACTA                                                              | Millor direcció                                                                       | James Cameron | Nominat   | [ 1 ] [ 2 ]   |
| 2023             | AARP Movies for Grownups Awards                                           | Millor direcció                                                                       | James Cameron | Nominat   | [ 3 ] [ 4 ]   |
| 2023             | Premis de l'Acadèmia                                                      | Millor imatge                                                                         | James Cameron i Jon Landau | Nominat   | [ 5 ]         |
| 2023             | Premis de l'Acadèmia                                                      | Millor so                                                                             | Julian Howarth, Gwendolyn Yates Whittle, Dick Bernstein, Christopher Boyes, Gary Summers i Michael Hedges                                           | Nominat   | [ 5 ]         |
| 2023             | Premis de l'Acadèmia                                                      | Millor disseny de producció                                                           | Dylan Cole, Ben Procter i Vanessa Cole | Nominat   | [ 5 ]         |
| 2023             | Premis de l'Acadèmia                                                      | Millors efectes visuals                                                               | Joe Letteri, Richard Baneham, Eric Saindon i Daniel Barrett                                                                                         | Guanyador | [ 5 ]         |
| 2022             | Premis de l'American Film Institute                                       | Millors 10 pel·lícules de l'any                                                       | Avatar: El sentit de l'aigua | Guanyador | [ 6 ]         |
| 2023             | Premis Annie                                                              | Resultat extraordinari d'efectes animats en una producció animada                     | Jonathan M. Nixon, David Moraton, Nicholas Illingworth, David Caeiro Cebrian i Alex Nowotny                                                         | Guanyador | [ 7 ]         |
| 2023             | Premis Annie                                                              | Resultat extraordinari d'animació de personatges en una producció live action         | Daniel Barrett, Stuart Adcock, Todd Labonte, Douglas McHale i Stephen Cullingford                                                                   | Guanyador | [ 7 ]         |
| 2023             | Premis d'Art Directors Guild                                              | Excel·lència en disseny de producció per a una pel·lícula de fantasia                 | Dylan Cole i Ben Procter | Nominat   | [ 8 ]         |
| 2023             | Premis Artios                                                             | Premi Zeitgeist                                                                       | Margery Simkin, Katrina Wandel George, Jasmine Gutierrez i Sydney Shircliff                                                                         | Nominat   | [ 9 ]         |
| 2023             | Premis ASCAP                                                              | Banda sonora de pel·lícula de l'any                                                   | Simon Franglen | Pendent   | [ 10 ]        |
| 2023             | Premis de l'Associació de Crítics de Cinema d'Austin                      | Millor direcció de fotografia                                                         | Russell Carpenter | Nominat   | [ 11 ] [ 12 ] |
| 2023             | Premis de l'Associació de Crítics de Cinema d'Austin                      | Millor interpretació vocal/animació/actuació digital                                  | Stephen Lang | Nominat   | [ 11 ] [ 12 ] |
| 2023             | Premis de l'Associació de Crítics de Cinema d'Austin                      | Millor interpretació vocal/animació/actuació digital                                  | Zoe Saldaña | Nominat   | [ 11 ] [ 12 ] |
| 2023             | Premis de l'Associació de Crítics de Cinema d'Austin                      | Millor interpretació vocal/animació/actuació digital                                  | Sigourney Weaver | Nominat   | [ 11 ] [ 12 ] |
| 2023             | Premis Black Reel                                                         | Interpretació vocal extraordinària                                                    | Zoe Saldaña | Guanyador | [ 13 ] [ 14 ] |
| 2023             | Premis BAFTA                                                              | Millor so                                                                             | Christopher Boyes, Gwendolyn Yates Whittle, Gary Summers, Michael Hedges i Julian Howarth                                                           | Nominat   | [ 15 ]        |
| 2023             | Premis BAFTA                                                              | Millors efectes visuals especials                                                     | Joe Letteri, Richard Baneham, Eric Saindon i Daniel Barrett                                                                                         | Guanyador | [ 15 ]        |
| 2022             | Premis de l'Associació de Crítics de Cinema de Chicago                    | Millor direcció d'art/disseny de producció                                            | Avatar: El sentit de l'aigua | Nominat   | [ 16 ] [ 17 ] |
| 2022             | Premis de l'Associació de Crítics de Cinema de Chicago                    | Millor ús d'efectes visuals                                                           | Avatar: El sentit de l'aigua | Nominat   | [ 16 ] [ 17 ] |
| 2023             | Premis de la Societat d'Àudio de Cinema                                   | Resultat extraordinari en mescla de so per a un llargmetratge – Live Action           | Julian Howarth, Christopher Boyes, Gary Summers, Michael Hedges, Simon Rhodes, Bill Higley i Tavish Grade                                           | Nominat   | [ 18 ]        |
| 2023             | Premis de Dissenyadors de Vestuari Guild                                  | Excel·lència en pel·lícula de fantasia                                                | Deborah L. Scott | Nominat   | [ 19 ]        |
| 2023             | Premis de la Crítica Cinematogràfica                                      | Millor imatge                                                                         | Avatar: El sentit de l'aigua | Nominat   | [ 20 ]        |
| 2023             | Premis de la Crítica Cinematogràfica                                      | Millor direcció                                                                       | James Cameron | Nominat   | [ 20 ]        |
| 2023             | Premis de la Crítica Cinematogràfica                                      | Millor direcció de fotografia                                                         | Russell Carpenter | Nominat   | [ 20 ]        |
| 2023             | Premis de la Crítica Cinematogràfica                                      | Millor muntatge                                                                       | Stephen Rivkin, David Brenner, John Refoua i James Cameron                                                                                          | Nominat   | [ 20 ]        |
| 2023             | Premis de la Crítica Cinematogràfica                                      | Millor disseny de producció                                                           | Dylan Cole, Ben Procter i Vanessa Cole | Nominat   | [ 20 ]        |
| 2023             | Premis de la Crítica Cinematogràfica                                      | Millors efectes visuals                                                               | Avatar: El sentit de l'aigua | Guanyador | [ 20 ]        |
| 2023             | Critics' Choice Super Awards                                              | Millor pel·lícula de ciència-ficció/fantasia                                          | Avatar: El sentit de l'aigua | Pendent   | [ 21 ]        |
| 2023             | Critics' Choice Super Awards                                              | Millor actriu en una pel·lícula de ciència-ficció/fantasia                            | Zoe Saldaña | Pendent   | [ 21 ]        |
| 2023             | Premis de l'Associació de Crítics de Cinema de Dallas–Fort Wort           | Millor direcció de fotografia                                                         | Russell Carpenter | Guanyador | [ 22 ]        |
| 2023             | Premis Dorian                                                             | Pel·lícula visualment impactant de l'any                                              | Avatar: El sentit de l'aigua | Nominat   | [ 23 ]        |
| 2022             | Premis del Cercle de Crítics de Cinema de Florida                         | Millors efectes visuals                                                               | Avatar: El sentit de l'aigua | Guanyador | [ 24 ]        |
| 2023             | Premis de l'Associació de Crítics de Cinema de Georgia                    | Millor disseny de producció                                                           | Dylan Cole, Ben Procter i Vanessa Cole | Nominat   | [ 25 ] [ 26 ] |
| 2023             | Premis Globus d'Or                                                        | Millor llargmetratge – Drama                                                          | Avatar: El sentit de l'aigua | Nominat   | [ 27 ]        |
| 2023             | Premis Globus d'Or                                                        | Millor direcció                                                                       | James Cameron | Nominat   | [ 27 ]        |
| 2023             | Premis Golden Reel                                                        | Resultat extraordinari en mescla de so – Efectes de so i mesclador d'un llargmetratge | Christopher Boyes, David Chrastka, Dave Whitehead, Hayden Collow, Matt Stutter, Brent Burge, Craig Tomlinson, Dee Selby, Dan O'Connell i John Cucci | Nominat   | [ 28 ] [ 29 ] |
| 2022             | Golden Trailer Awards                                                     | Millor aventura de fantasia                                                           | «The Beginning» (JAX) | Nominat   | [ 30 ] [ 31 ] |
| 2022             | Golden Trailer Awards                                                     | Millor banda sonora original                                                          | «The Beginning» (JAX) | Nominat   | [ 30 ] [ 31 ] |
| 2023             | Premis de Supervisors Musicals Guild                                      | Millor supervisió musical en un tràiler – Pel·lícula                                  | Anny Colvin | Nominat   | [ 32 ]        |
| 2023             | Premis de l'Associació de Crítics de Cinema de Hollywood                  | Millor imatge                                                                         | Avatar: El sentit de l'aigua | Nominat   | [ 33 ] [ 34 ] |
| 2023             | Premis de l'Associació de Crítics de Cinema de Hollywood                  | Millor direcció                                                                       | James Cameron | Nominat   | [ 33 ] [ 34 ] |
| 2023             | Premis de l'Associació de Crítics de Cinema de Hollywood                  | Millor veu o captura de moviments                                                     | Zoe Saldaña | Nominat   | [ 33 ] [ 34 ] |
| 2023             | Premis d'Arts Creatives de l'Associació de Crítics de Hollywood           | Millor direcció de fotografia                                                         | Russell Carpenter | Nominat   | [ 33 ] [ 34 ] |
| 2023             | Premis d'Arts Creatives de l'Associació de Crítics de Hollywood           | Millor disseny de producció                                                           | Dylan Cole, Ben Procter i Vanessa Cole | Nominat   | [ 33 ] [ 34 ] |
| 2023             | Premis d'Arts Creatives de l'Associació de Crítics de Hollywood           | Millor so                                                                             | Christopher Boyes, Gwendolyn Yates Whittle, Dick Bernstein, Gary Summers, Michael Hedges i Julian Howarth                                           | Nominat   | [ 33 ] [ 34 ] |
| 2023             | Premis d'Arts Creatives de l'Associació de Crítics de Hollywood           | Millors efectes visuals                                                               | Joe Letteri, Richard Baneham, Eric Saindon i Daniel Barrett                                                                                         | Guanyador | [ 33 ] [ 34 ] |
| 2022             | Premis de Mitja Temporada de l'Associació de Crítics de Hollywood         | Pel·lícula més esperada                                                               | Avatar: El sentit de l'aigua | Nominat   | [ 35 ] [ 36 ] |
| 2022             | Premis de Música als Mitjans de Hollywood                                 | Millor banda sonora original en una pel·lícula de ciència-ficció/fantasia             | Simon Franglen | Guanyador | [ 37 ]        |
| 2022             | Premis de Música als Mitjans de Hollywood                                 | Millor cançó original en un llargmetratge                                             | Simon Franglen i Zoe Saldaña per «Song Chord» | Nominat   | [ 37 ]        |
| 2022             | Premis de Música als Mitjans de Hollywood                                 | Cançó/Banda Sonora — Tràiler                                                          | Simon Franglen per «Trailer» | Nominat   | [ 37 ]        |
| 2023             | Premis de la Societat de Crítics de Cinema de Houston                     | Millor direcció de fotografia                                                         | Russell Carpenter | Nominat   | [ 38 ] [ 39 ] |
| 2023             | Premis de la Societat de Crítics de Cinema de Houston                     | Millors efectes visuals                                                               | Avatar: El sentit de l'aigua | Guanyador | [ 38 ] [ 39 ] |
| 2023             | Premis de Publicistes ICG                                                 | Premi d'Imatge dels Publicistes Maxwell Weinberg                                      | Avatar: El sentit de l'aigua | Nominat   | [ 40 ] [ 41 ] |
| 2023             | Premis de l'Associació Internacional de Crítics de Música de Cinema       | Banda sonora de pel·lícula de l'any                                                   | Simon Franglen | Nominat   | [ 42 ] [ 43 ] |
| 2023             | Premis de l'Associació Internacional de Crítics de Música de Cinema       | Composició musical de cinema de l'any                                                 | Simon Franglen per «Leaving Home (Hometree)» | Guanyador | [ 42 ] [ 43 ] |
| 2023             | Premis de l'Associació Internacional de Crítics de Música de Cinema       | Millor banda sonora original per a una pel·lícula de fantasia/ciència-ficció/terror   | Simon Franglen | Guanyador | [ 42 ] [ 43 ] |
| 2023             | Premis de l'Acadèmia de Cinema del Japó                                   | Pel·lícula extraordinària en una llengua estrangera                                   | Avatar: El sentit de l'aigua | Nominat   | [ 44 ] [ 45 ] |
| 2022             | Premis de l'Associació de Crítics de Cinema de Los Angeles                | Millor disseny de producció                                                           | Dylan Cole i Ben Proctor | Guanyador | [ 46 ]        |
| 2023             | Premis Lumiere                                                            | Millor llargmetratge – Live Action                                                    | Avatar: El sentit de l'aigua | Guanyador | [ 47 ]        |
| 2023             | Premis Lumiere                                                            | Premi a les veus de la terra                                                          | Avatar: El sentit de l'aigua | Guanyador | [ 47 ]        |
| 2022             | National Board of Review Awards                                           | 10 millors pel·lícules                                                                | Avatar: El sentit de l'aigua | Guanyador | [ 48 ]        |
| 2022             | Premis Online dels Crítics de Cinema de Nova York                         | Millors pel·lícules de l'any                                                          | Avatar: El sentit de l'aigua | Guanyador | [ 49 ]        |
| 2023             | Nickelodeon Kids' Choice Awards                                           | Pel·lícula favorita                                                                   | Avatar: El sentit de l'aigua | Nominat   | [ 50 ]        |
| 2023             | Premis Online de la Societat de Crítics de Cinema                         | Millor disseny de producció                                                           | Avatar: El sentit de l'aigua | Nominat   | [ 51 ] [ 52 ] |
| 2023             | Premis Online de la Societat de Crítics de Cinema                         | Millors efectes visuals                                                               | Avatar: El sentit de l'aigua | Guanyador | [ 51 ] [ 52 ] |
| 2023             | Premis Online de la Societat de Crítics de Cinema                         | Disseny d'efectes 3D                                                                  | Avatar: El sentit de l'aigua | Guanyador | [ 51 ] [ 52 ] |
| 2023             | Producers Guild of America Awards                                         | Productor cinematogràfic extraordinari                                                | Jon Landau i James Cameron | Nominat   | [ 53 ] [ 54 ] |
| 2023             | The ReFrame Stamp                                                         | 100 pel·lícules de l'any 2022                                                         | Avatar: El sentit de l'aigua | Guanyador | [ 55 ]        |
| 2023             | San Diego Film Critics Society Awards                                     | Millor direcció de fotografia                                                         | Russell Carpenter | Nominat   | [ 56 ] [ 57 ] |
| 2023             | San Diego Film Critics Society Awards                                     | Millor muntatge                                                                       | David Brenner, James Cameron, John Refoua, Stephen Rivkin i Ian Silverstein                                                                         | Nominat   | [ 56 ] [ 57 ] |
| 2023             | San Diego Film Critics Society Awards                                     | Millor disseny de so                                                                  | Avatar: El sentit de l'aigua | Nominat   | [ 56 ] [ 57 ] |
| 2023             | San Diego Film Critics Society Awards                                     | Millors efectes visuals                                                               | Avatar: El sentit de l'aigua | Guanyador | [ 56 ] [ 57 ] |
| 2023             | Premis Satellite                                                          | Millor pel·lícula – Drama                                                             | Avatar: El sentit de l'aigua | Nominat   | [ 58 ] [ 59 ] |
| 2023             | Premis Satellite                                                          | Millor direcció                                                                       | James Cameron | Guanyador | [ 58 ] [ 59 ] |
| 2023             | Premis Satellite                                                          | Millor direcció de fotografia                                                         | Russell Carpenter | Nominat   | [ 58 ] [ 59 ] |
| 2023             | Premis Satellite                                                          | Millor disseny de producció                                                           | Dylan Cole i Ben Procter | Nominat   | [ 58 ] [ 59 ] |
| 2023             | Premis Satellite                                                          | Millor so                                                                             | Dick Bernstein, Christopher Boyes, Michael Hedges, Julian Howarth, Gary Summers i Gwendolyn Yates Whittle                                           | Nominat   | [ 58 ] [ 59 ] |
| 2023             | Premis Satellite                                                          | Millors efectes visuals                                                               | Richie Baneham, Dan Barrett, Joe Letteri i Eric Saindon                                                                                             | Guanyador | [ 58 ] [ 59 ] |
| 2023             | Screen Actors Guild Awards                                                | Actuació extraordinària en un conjunt d'acrobàcies en una pel·lícula                  | Avatar: El sentit de l'aigua | Nominat   | [ 60 ]        |
| 2023             | Premis de la Societat de Crítics de Cinema de Seattle                     | Millor coreografia d'acció                                                            | Avatar: El sentit de l'aigua | Nominat   | [ 61 ] [ 62 ] |
| 2023             | Premis de la Societat de Crítics de Cinema de Seattle                     | Millor direcció de fotografia                                                         | Russell Carpenter | Nominat   | [ 61 ] [ 62 ] |
| 2023             | Premis de la Societat de Crítics de Cinema de Seattle                     | Millors efectes visuals                                                               | Joe Letteri, Richard Baneham, Eric Saindon i Daniel Barrett                                                                                         | Guanyador | [ 61 ] [ 62 ] |
| 2023             | Premis de la Societat de Decoradors d'Escenari dels Estats Units          | Millor resultat de decoració/disseny d'una pel·lícula de ciència-ficció o fantasia    | Dylan Cole, Ben Procter i Vanessa Cole | Nominat   | [ 63 ] [ 64 ] |
| 2022             | Premis de l'Associació de Crítics de Cinema de St. Louis Gateway          | Millor pel·lícula d'acció                                                             | Avatar: El sentit de l'aigua | Nominat   | [ 65 ] [ 66 ] |
| 2022             | Premis de l'Associació de Crítics de Cinema de St. Louis Gateway          | Millors efectes visuals                                                               | Joe Letteri, Richard Baneham, Eric Saindon i Daniel Barrett                                                                                         | Guanyador | [ 65 ] [ 66 ] |
| 2022             | Premis de l'Associació de Crítics de Cinema de St. Louis Gateway          | Millor disseny de producció                                                           | Dylan Cole i Ben Procter | Nominat   | [ 65 ] [ 66 ] |
| 2023             | Premis de la Societat d'Efectes Visuals                                   | Efectes visuals extraordinaris en una pel·lícula de fotorealitat                      | Richard Baneham, Walter Garcia, Joe Letteri, Eric Saindon i J. D. Schwalm                                                                           | Guanyador | [ 67 ]        |
| 2023             | Premis de la Societat d'Efectes Visuals                                   | Personatge animat extraordinari en una pel·lícula de fotorealitat                     | Anneka Fris, Rebecca Louise Leybourne, Guillaume Francois i Jung-Rock Hwang per «Kiri»                                                              | Guanyador | [ 67 ]        |
| 2023             | Premis de la Societat d'Efectes Visuals                                   | Ambientació extraordinària en una pel·lícula de fotorealitat                          | Ryan Arcus, Lisa Hardisty, Paul Harris i TaeHyoung David Kim per «Metkayina Village»                                                                | Nominat   | [ 67 ]        |
| 2023             | Premis de la Societat d'Efectes Visuals                                   | Ambientació extraordinària en una pel·lícula de fotorealitat                          | Jessica Cowley, Joe W. Churchill, Justin Stockton i Alex Nowotny per «The Reef»                                                                     | Guanyador | [ 67 ]        |
| 2023             | Premis de la Societat d'Efectes Visuals                                   | Simulacions d'efectes extraordinàries en una pel·lícula de fotorealitat               | Miguel Perez Senent, Xaxier Martin Ramirez, David Kirchner i Ole Geir Eidsheim per «Fire and Destruction»                                           | Nominat   | [ 67 ]        |
| 2023             | Premis de la Societat d'Efectes Visuals                                   | Simulacions d'efectes extraordinàries en una pel·lícula de fotorealitat               | Jonathan M. Nixon, David Moraton, Nicolas Illingworth i David Caeiro Cebrian per «Water Simulations»                                                | Guanyador | [ 67 ]        |
| 2023             | Premis de la Societat d'Efectes Visuals                                   | Composició i il·luminació extraordinàries en una pel·lícula                           | Miguel Santana Da Silva, Hongfei Geng, Jonathan Moulin i Maria Corcho per «Landing Rockets Forest Destruction»                                      | Nominat   | [ 67 ]        |
| 2023             | Premis de la Societat d'Efectes Visuals                                   | Composició i il·luminació extraordinàries en una pel·lícula                           | Sam Cole, Francois Sugny, Florian Schroeder i Jean Matthews per «Water Integration»                                                                 | Guanyador | [ 67 ]        |
| 2023             | Premis de la Societat d'Efectes Visuals                                   | Direcció de fotografia virtual extraordinària en un projecte CG                       | Richard Baneham, Dan Cox, Eric Reynolds i A.J Briones                                                                                               | Guanyador | [ 67 ]        |
| 2023             | Premis de la Societat d'Efectes Visuals                                   | Model extraordinari en un projecte de fotorealitat o d'animació                       | Sam Sharplin, Stephen Skorepa, Ian Baker i Guillaume Francois per «The Sea Dragon»                                                                  | Guanyador | [ 67 ]        |
| 2023             | Premis de la Societat d'Efectes Visuals                                   | Efectes especials extraordinaris en un projecte de fotorealitat o d'animació          | J. D. Schwalm, Richie Schwalm, Nick Rand i Robert Spurlock per «Current Machine and Wave Pool»                                                      | Guanyador | [ 67 ]        |
| 2023             | Premis de la Societat d'Efectes Visuals                                   | Premi de tecnologia emergent                                                          | Dejan Momcilovic, Tobias B. Schmidt, Benny Edlund i Joshua Hardgrave per «Depth Comp»                                                               | Nominat   | [ 67 ]        |
| 2023             | Premis de la Societat d'Efectes Visuals                                   | Premi de tecnologia emergent                                                          | Byungkuk Choi, Stephen Cullingford, Stuart Adcock i Marco Revelant per «Facial System»                                                              | Nominat   | [ 67 ]        |
| 2023             | Premis de la Societat d'Efectes Visuals                                   | Premi de tecnologia emergent                                                          | Alexy Dmitrievich Stomakhin, Steve Lesser, Sven Joel Wretborn i Douglas McHale per «Water Toolset»                                                  | Guanyador | [ 67 ]        |
| 2022             | Premis de l'Associació de Crítics de Cinema de l'Àrea de Washington D. C. | Millor captura de moviments                                                           | Sam Worthington | Nominat   | [ 68 ]        |
| 2022             | Premis de l'Associació de Crítics de Cinema de l'Àrea de Washington D. C. | Millor captura de moviments                                                           | Sigourney Weaver | Nominat   | [ 68 ]        |
| 2022             | Premis de l'Associació de Crítics de Cinema de l'Àrea de Washington D. C. | Millor captura de moviments                                                           | Zoe Saldaña | Guanyador | [ 68 ]        |